# Арман Лимнандер де Нюенхове
Арман-Мари Гислен Лимнандер де Нюенхове (на френски: Armand-Marie Ghislain Limnander van Nieuwenhove) е белгийски композитор.

## Биография
Роден е на 22 май 1814 година в Гент в благородническо семейство. Учи музика във Фрайбург и Париж. От 1838 година ръководи хор в Мехелен, за който композира и собствени произведения. През 1845 година се премества в Париж, където представя своя хорова и оркестрална музика, както и няколко добре приети опери.
Арман Лимнандер де Нюенхове умира на 15 август 1892 година в замъка Моанявил в Бюно-Бонво.